# Ischnocolus syriacus
Ischnocolus syriacus är en spindelart som beskrevs av Anton Ausserer 1871. Ischnocolus syriacus ingår i släktet Ischnocolus och familjen fågelspindlar.
Artens utbredningsområde är Syrien. Inga underarter finns listade i Catalogue of Life.